# Wyścigowe Samochodowe Mistrzostwa Polski 1988
Sezon 1988 był trzydziestym drugim sezonem Wyścigowych Samochodowych Mistrzostw Polski.
Sezon liczył pięć eliminacji (sześć dla klasy 2), rozgrywanych w Kielcach, Poznaniu, Hawierzowie i Toruniu, przy czym eliminacje na niektórych torach były rozgrywane tylko dla wybranych klas. Punkty przyznawano według klucza 50-46-43-41-40-39-38-37-36-35 etc., przy czym zawodnikom w końcowej klasyfikacji uwzględniano cztery najlepsze wyniki.

## Kategorie
Samochody były podzielone na następujące grupy według regulaminu FIA:
- Grupa N – samochody turystyczne, których produkcja w ciągu 12 miesięcy przekraczała pięć tysięcy egzemplarzy. Modyfikowanie tych samochodów pod kątem poprawy osiągów było niemal całkowicie zabronione;
- Grupa A – samochody turystyczne, których produkcja w ciągu 12 miesięcy przekraczała pięć tysięcy egzemplarzy. Dozwolony był duży zakres przeróbek pod kątem poprawy osiągów;
- Grupa B – samochody GT, których produkcja w ciągu 12 miesięcy przekraczała dwieście egzemplarzy. Dozwolony był duży zakres przeróbek pod kątem poprawy osiągów;
- Grupa C – samochody sportowe o dwudrzwiowych nadwoziach z silnikami pochodzącymi z pojazdów homologowanych w grupie A lub B;
- Grupa E – samochody wyścigowe formuły wolnej oraz formuł narodowych (Formuła Easter i Formuła Polonia).

Samochody były dodatkowo podzielone na następujące klasy:
- Klasa 1 – wyłącznie samochody Polski Fiat 126p grupy N;
- Klasa 2 – wyłącznie samochody Polski Fiat 126p grupy A;
- Klasa 3 – prototypy, poj. do 750 cm³;
- Klasa 4 – samochody FSO 1600 i Polonez 1600 grupy A oraz samochody grupy A o poj. do 1300 cm³ wyprodukowane w krajach socjalistycznych;
- Klasa 5 – gr. A, B i C, poj. do 2500 cm³ oraz prototypy, poj. do 2000 cm³;
- Klasa 6 – Formuła Easter;
- Klasa 7 – Formuła Polonia (napędzane silnikami Polskiego Fiata 125p 1,3).

## Zwycięzcy
| Data             | Tor       | Klasa   | Zwycięzca (kierowcy)  | Samochód               | Zwycięzca (zespoły)           |
| ---------------- | --------- | ------- | --------------------- | ---------------------- | ----------------------------- |
| 7–8 maja         | Kielce    | klasa 1 | Wiesław Hankus        | Polski Fiat 126p       | BKM Bielsko-Biała             |
| 7–8 maja         | Kielce    | klasa 2 | Adam Tuszyński        | Polski Fiat 126p       | Autoklub Rzemieślnik Warszawa |
| 7–8 maja         | Kielce    | klasa 3 | Piotr Kolasiński      | Polski Fiat 126p-Honda | Automobilklub Wielkopolski    |
| 7–8 maja         | Kielce    | klasa 7 | Krzysztof Godwod      | Promot 82              | Autoklub Rzemieślnik Warszawa |
| 21–22 maja       | Poznań    | klasa 1 | Krzysztof Federowicz  | Polski Fiat 126p       | Autoklub Rzemieślnik Warszawa |
| 21–22 maja       | Poznań    | klasa 2 | Wojciech Cołoszyński  | Polski Fiat 126p       | Autoklub Rzemieślnik Warszawa |
| 21–22 maja       | Poznań    | klasa 3 | Piotr Kolasiński      | Polski Fiat 126p-Honda | Automobilklub Wielkopolski    |
| 21–22 maja       | Poznań    | klasa 4 | Andrzej Ptak          |                        | Automobilklub Szczeciński     |
| 21–22 maja       | Poznań    | klasa 5 | Andrzej Mielcarek     | Volkswagen Scirocco    | Automobilklub Wielkopolski    |
| 21–22 maja       | Poznań    | klasa 6 | Artur Skwarzyński     | Promot 85              | Autoklub Rzemieślnik Warszawa |
| 21–22 maja       | Poznań    | klasa 7 | Jarosław Podsiadło    | Promot 82              | Automobilklub Kielecki        |
| 4–5 czerwca      | Hawierzów | klasa 2 | Wojciech Cołoszyński  | Polski Fiat 126p       | Autoklub Rzemieślnik Warszawa |
| 18–19 czerwca    | Poznań    | klasa 4 | Henryk Mandera        |                        | Automobilklub Śląski          |
| 18–19 czerwca    | Poznań    | klasa 5 | Wojciech Smorawiński  | Honda CRX              | Automobilklub Wielkopolski    |
| 18–19 czerwca    | Poznań    | klasa 6 | Andrzej Godula        | Promot 85              | Automobilklub Krakowski       |
| 3–4 września     | Toruń     | klasa 1 | Krzysztof Federowicz  | Polski Fiat 126p       | Autoklub Rzemieślnik Warszawa |
| 3–4 września     | Toruń     | klasa 2 | Wojciech Cołoszyński  | Polski Fiat 126p       | Autoklub Rzemieślnik Warszawa |
| 3–4 września     | Toruń     | klasa 3 | Piotr Kolasiński      | Polski Fiat 126p-Honda | Automobilklub Wielkopolski    |
| 3–4 września     | Toruń     | klasa 4 | Henryk Mandera        |                        | Automobilklub Śląski          |
| 3–4 września     | Toruń     | klasa 5 | Wojciech Smorawiński  | Honda CRX              | Automobilklub Wielkopolski    |
| 3–4 września     | Toruń     | klasa 6 | Andrzej Wojciechowski | Promot 86              | Automobilklub Śląski          |
| 3–4 września     | Toruń     | klasa 7 | Jarosław Szczygieł    |                        |                               |
| 17–18 września   | Kielce    | klasa 1 | Krzysztof Federowicz  | Polski Fiat 126p       | Autoklub Rzemieślnik Warszawa |
| 17–18 września   | Kielce    | klasa 2 | Antoni Skudło         | Polski Fiat 126p       |                               |
| 17–18 września   | Kielce    | klasa 3 | Piotr Kolasiński      | Polski Fiat 126p-Honda | Automobilklub Wielkopolski    |
| 17–18 września   | Kielce    | klasa 4 | Piotr Nowicki         |                        | Automobilklub Wielkopolski    |
| 17–18 września   | Kielce    | klasa 5 | Wojciech Smorawiński  | Honda CRX              | Automobilklub Wielkopolski    |
| 17–18 września   | Kielce    | klasa 6 | Andrzej Godula        | Promot 85              | Automobilklub Krakowski       |
| 17–18 września   | Kielce    | klasa 7 | Andrzej Podsiadło     | Promot 75              | Automobilklub Kielecki        |
| 1–2 października | Poznań    | klasa 1 | Krzysztof Witt        | Polski Fiat 126p       | Automobilklub Wielkopolski    |
| 1–2 października | Poznań    | klasa 2 | Wojciech Cołoszyński  | Polski Fiat 126p       | Autoklub Rzemieślnik Warszawa |
| 1–2 października | Poznań    | klasa 3 | Piotr Kolasiński      | Polski Fiat 126p-Honda | Automobilklub Wielkopolski    |
| 1–2 października | Poznań    | klasa 4 | František Došek       |                        |                               |
| 1–2 października | Poznań    | klasa 5 | Georg Alberg          |                        |                               |
| 1–2 października | Poznań    | klasa 6 | Václav Lim            |                        |                               |
| 1–2 października | Poznań    | klasa 7 | Krzysztof Godwod      | Promot 82              | Autoklub Rzemieślnik Warszawa |

## Mistrzowie
| Klasa   | Kierowca             | Samochód               | Zespół                        |
| ------- | -------------------- | ---------------------- | ----------------------------- |
| klasa 1 | Krzysztof Federowicz | Polski Fiat 126p       | Autoklub Rzemieślnik Warszawa |
| klasa 2 | Wojciech Cołoszyński | Polski Fiat 126p       | Autoklub Rzemieślnik Warszawa |
| klasa 3 | Piotr Kolasiński     | Polski Fiat 126p-Honda | Automobilklub Wielkopolski    |
| klasa 4 | Grzegorz Baran       | Łada 1300              | Autoklub Rzemieślnik Warszawa |
| klasa 5 | Wojciech Smorawiński | Honda CRX              | Automobilklub Wielkopolski    |
| klasa 6 | Andrzej Godula       | Promot 85              | Automobilklub Krakowski       |
| klasa 7 | Krzysztof Godwod     | Promot 81              | Autoklub Rzemieślnik Warszawa |